# طه هاتف الدفاعي
طه هاتف محي محمد الدفاعي هو سياسي عراقي من مواليد عام 1961 حاصل على شهادة البكالوريوس في الهندسة. شغل منصب عضو في مجلس محافظة بغداد في دورته الثانية والثالثة، وعضو في مجلس النواب العراقي عن محافظة بغداد في دورته الثالثة ضمن ائتلاف دولة القانون (2014-2018)، والرابعة ضمن ائتلاف النصر (2018-2022).